# Саборна црква у Зворнику
Саборни храм Рођења Пресвете Богородице у Зворнику Епархије зворничко-тузланске је главни и највећи православни храм у Зворнику, тренутно у изградњи.
Храм је прва православна богомоља која се на подручју града Зворника гради након скоро два вијека, јер је постојећи храм Рођења Светог Јована Претече и Крститеља саграђен 1823. године.

## Историјат
8. августа 2008. године започета је изградња Саборног храма у Зворнику, на дан градске славе (Света Петка) освештавањем земљишта на којем се гради храм као и часног крста од стране епископа зворничко-тузланског Василија. Први грађевински радови су започети у октобру 2008. године.
19. септембра 2010. године владика Василије са свештенством Српске православне цркве освештао је темеље новог зворничког храма. Кум темеља био је Драган Миловановић из Пилице.
До Јула 2014. године изграђен је храм са пет купола и једним звоником, док је градња другог дошла до висине од 34. метра. 1. јула 2014. године на централну куполу храма постављен је први, од укупно седам крстова, колико ће их бити постављено на саборни храм.
Завршетак грађевинских радова на храму и његово освештавање првобитно је предвиђено за 21. септембар 2013. године (Мала Госпојина), али је због недостатка финансијских средстава то помјерено за 21. септембар 2014. године.
Димензије храма по пројекту су:
- дужина храма са олтаром 20,55 м, ширина 19,30 м;
- дужина храма до врха централне куполе 29,98 м, са крстом 33,34 м;
- висина звоника 51,23 м, са крстом 55 м;
- основа темеља зворника 5,75 x 5,75 м;
- дужина и ширина трема 8 x 6 м.